# Leucosticte australis
Leucosticte australis е вид птица от семейство Чинкови (Fringillidae). Видът е незастрашен от изчезване.

## Разпространение
Разпространен е в САЩ.